# Intef IV.
Sehetepkare Intef ali Intef IV., včasih tudi Intef V., je bil triindvajseti faraon Trinajste egipčanske dinastije, ki je vladala v drugem vmesnem obdobju Egipta. Vladal je iz Memfisa, zagotovo manj kot deset let v obdobju med 1759 pr. n. št. in 1749 pr. n. št. ali okoli leta 1710 pr. n. št.

## Dokazi
Sehetepkare Intef je dokazan v vnosu 7.22 (Ryholt) ali  6.22 (Alan Gardiner, Jürgen von Beckerath) Torinskega seznama kraljev. Na seznamu je umeščen med Imiremešo in Set Meribreja. Omenjen je tudi na Karnaškem seznamu kraljev. Razen na teh seznamih je dokazan tudi na spodnji polovici sedečega kipa iz tempeljskega kompleksa boginje Renenutet v Medinet Madiju v Fajumu. Kip je zdaj v Egipčanskem muzeju v Kairu (JE 67834).

## Kronološki položaj in dolžina vladanja
Natančnega kronološkega položaja Intefa IV. v Trinajsti dinastiji se zaradi nedoločenih položajev njegovih predhodnikov ne da določiti.  Darrell Baker ga umešča na 23. mesto v dinastiji, Kim Ryholt na 24., Jürgen von Beckerath pa na 19. Ryholt je razen tega prepričan, da je bil peti vladar v dinastiji z imenom Intef, medtem ko so  Aidan Dodson, von Beckerath in Darrell Baker prepričani, da je bil četrti.
Dolžine njegovega vladanja se zaradi praznine v Torinskem seznamu kraljev ne da ugotoviti. Čitljiv je samo zadnji del zapisa, ki se bere "...[in] 3 dni". Kim Ryholt domneva, da so Imiremeša, Intef IV. in Set Meribre skupaj vladali deset let. Z analizo Papirusa Boulaq 18, na katerem sicer ni eksplicitno napisanega faraonovega imena, je zaključil, da se podatki na papirusu lahko nanašajo samo na  Imiremešo ali Intefa IV. Ugotovitev je pomembna, ker sta na papirusu omenjeni 3. in 5. leto njegovega vladanja. Razen teh podatkov je znan tudi datum "18. dan 3. meseca šemuja 5. lete vladanja", zapisan na nedokončanem piramidnem kompleksu v bližini Hendžerjeve piramide. Iz tega je mogoče sklepati, da je kompleks gradil vladar, ki je bil Hendžerjev bližnji naslednik, morda Intef IV.
Natančne okoliščine konca Intefovega vladanja so neznane. Iz podatka, da v imenu njegovega naslednika Set Meribreja ni nobenega namiga na njegove prednike, Ryholt sklepa, da je bil Set Meribre uzurpator.